# Nana 2
Nana 2 – japoński film z 2006 roku na podstawie mangi o tym samym tytule. Jest to sequel filmu Nana z 2005 roku. Za reżyserię i scenariusz odpowiadał Kentarō Ōtani, a muzykę skomponował Tadashi Ueda. Premiera w japońskich kinach odbyła się 9 grudnia 2006, a dystrybucją zajęło się Tōhō.

## Fabuła
Historia rozgrywa się tuż po wydarzeniach z pierwszej części, koncentrując się głównie na życiu miłosnym Nany Komatsu. Nawiązuje romans z Takumim, basistą zespołu Trapnest, oraz z Nobu, gitarzystą Black Stones. W tym czasie Nana Osaki skupia się na pracy dla swojego zespołu, jednocześnie szukając własnego szczęścia. Obie dziewczyny borykają się z trudnościami życia, starając się jednocześnie nie dopuścić do rozpadu ich przyjaźni.

## Obsada
Opracowano na podstawie źródła.
- Mika Nakashima – Nana Osaki
- Yui Ichikawa – Nana Komatsu
- Hiroki Narimiya – Nobuo Terashima
- Kanata Hongō – Shinichi Okazaki
- Tomomi Maruyama – Yasushi Takagi
- Yuna Itō – Reira Serizawa
- Nobuo Kyō – Ren Honjo
- Tetsuji Tamayama – Takumi Ichinose
- Momosuke Mizutani – Naoki Fujieda
- Takehisa Takayama – Kyosuke Takakura
- Anna Nose – Junko Saotome
- Seiichi Tanabe – Pan Kawano